# Lancia Beta
El Lancia Beta es un automóvil comercializado por el fabricante italiano Lancia. Primer producto totalmente nuevo tras la adquisición de la marca por el grupo Fiat, el Beta evolucionó la tradición Lancia de tracción delantera anticipando soluciones que serían adoptadas posteriormente por muchos fabricantes. 
Así el Beta dejó de lado la arquitectura tradicional de su antecesor el Lancia Fulvia con el que no comparte elementos mecánicos ni características más allá de la tracción delantera adoptando en su lugar motores transversales de cuatro cilindros en línea de origen Fiat y suspensiones McPherson en ambos trenes. En particular el esquema de suspensión trasera que estrenó, conocido como McPherson Camuffo y caracterizado por el uso de dos brazos transversales y uno longitudinal por rueda, nunca fue patentado y ha sido muy utilizado bajo distintas denominaciones. 
Fue comercializado con numerosas carrocerías: cupé, descapotable, sedán de cuatro puertas y familiar de tres puertas, y con dos motores de 1,3 y 2 litros de cilindrada. De la base de este coche surgió posteriormente el Lancia Montecarlo, más deportivo y de tracción trasera.

## Historia
El Lancia Beta Coupé fue presentado en el Salón del Automóvil de Fráncfort de 1973. Su comercialización comenzó en 1974. En su época fue elogiado por estabilidad, comportamiento, frenos y en general cualidades deportivas. Ofrecía un gran nivel de equipamiento y unas motorizaciones realmente potentes llegando a ofrecer un motor dotado de compresor llamado "Volumex" que ofrecía 135 HP y un par motor de 21 kgm.
En el Salón del Automóvil de Ginebra de 1974 se presentó el Lancia Beta Spider, diseñado por Pininfarina. En el momento en que Lancia decidió iniciar su producción, la factoría de Pininfarina no permitía producir el volumen de vehículos que Lancia deseaba, por lo que llegó a un acuerdo con Zagato para producirlo en su factoría de Milán. Esta versión tuvo una producción de solo 9390 unidades, de las que gran número fue exportado al Reino Unido y a Estados Unidos. En España, a pesar de que la marca SEAT llegó a producir el Coupé y el HPE (High Perfomance Estate) en la factoría que tenía en Landaben (Pamplona), nunca se comercializó el Spider.
Con la versión HPE, Lancia consiguió ofrecer un coche habitable, cómodo y familiar, sin renunciar a un comportamiento y prestaciones deportivas.
Por último, dentro de la gama Beta se comercializó el "Montecarlo" que en Estados Unidos se denominó "Scorpion" y que junto con el Spider hoy en día son bien cotizados. Estaba basado en el Beta, con el que compartía muchos elementos. Fue diseñado por Pininfarina aunque su motor central trasero hizo que en su época fuera considerado como un modelo diferente al Beta.

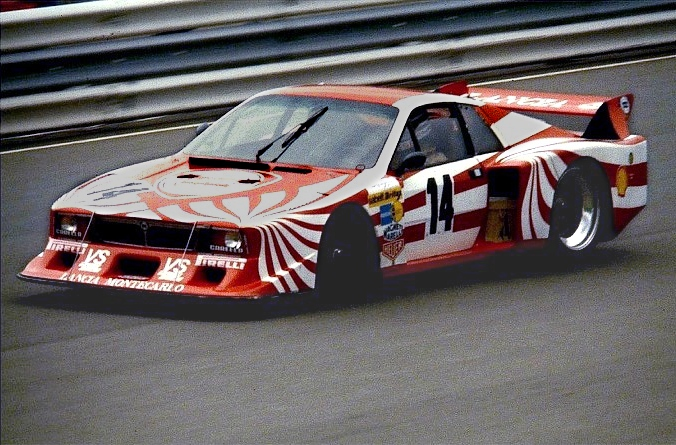
Lancia Beta Montecarlo grupo 5.

En Inglaterra, el Lancia Beta sufrió una fuerte campaña de desprestigio por parte de los medios de comunicación. Esto fue debido a una característica constructiva de Lancia -la utilización de un subchasis delantero para alojar toda la mecánica- y a problemas de corrosión de la carrocería en la parte donde dicho subchasis se fijaba, lo que llevó a las quejas de muchos usuarios. Se corrió el rumor de que el acero de la carrocería provenía de Rusia, cosa que nunca se probó y de subchasis sueltos que caían en marcha lo que era totalmente falso. Aun así la marca se vio forzada a un desastroso programa de recompra y desguace de unidades afectadas para adquisición de vehículos nuevos. El resultado fue contraproducente pues dado el bajo valor de mercado de los Beta usados, muchos propietarios consiguieron de los concesionarios recompras de unidades de todas las series y versiones aunque luego se probó que el problema solo había afectado a algunas berlinas de la primera serie, la imagen de campas con vehículos para desguazar caló en el público hasta el extremo del abandono de Lancia del mercado del Reino Unido hasta la aparición del Thema años después